# 衡昆高速公路
衡昆高速公路是中華人民共和國交通部1992年制定的五纵七横国道主干线规划的一条，现已废除，包括现有以下高速公路：
- 泉南高速公路，衡阳-南宁段；
- 广昆高速公路，南宁-百色段；
- 汕昆高速公路，百色-昆明段。